# Insha Allah Khan
Insha Allah Khan (* 1756; † 1818) war ein indischer Dichter.

## Leben und Werk
Er wurde als Sohn eines muslimischen Bediensteten am Hof von Murshidabad geboren und verbrachte die meiste Zeit seines Lebens als Urdu-Dichter an den Höfen von Lakhnau und Delhi. Sein bekanntestes Werk ist "Rani Ketki ki Kahani" (Die Geschichte der Königin Ketki), die er 1803 veröffentlichte. Obwohl er die Erzählung in Nastaliq schrieb, gilt sie als erster Prosatext in Hindi. Insha Allah Khan vermied in seinem Text bewusst den Gebrauch von Wörtern persischer und arabischer Herkunft.